# Андреевски, Петре Мито
Петре Мито А́ндреевски (25 июня 1934 — 25 сентября 2006, родился в Слоэштице, община Демир-Хисар, республика Македония) — македонский поэт, прозаик, новеллист и драматург. Лауреат литературных премий, классик македонской литературы.

## Биография
Петре Андреевски родился в селе Слоештица в общине Демир-Хисар. Посещал начальную школу в родной деревне, затем школу в Битоле. После учился на факультете философии, в настоящее время филологии, в Скопье. Работал в качестве редактора на македонском национальном телевидении. Он также был редактором журнала Razgledi, с мая 2000 года член Македонской академии наук и искусств, а также член Ассоциации македонских писателей.
В 1984 году его избранные произведения были опубликованы в четырёх томах. Он был включён в антологии македонской поэзии, как изданные на родине, так и за рубежом. Его работы в отдельных книгах были переведены на многие языки за пределами Македонии.
Петре Андреевски умер в Скопье в сентябре 2006 года в возрасте 72 лет и был похоронен в родном селе.

## Творчество

### Поэзия
- 1960: Knots
- 1962: Both on Heaven and Earth
- 1968: «Денница» Denicija
- 1971: Dalni nakovalni
- 1975: Praises and Complaints
- 1987: Eternal House
- 1999: «Лакримарий» Lachrymatory

### Короткие истории
- 1994: The Seventh Day
- 1974: Years of Treason
- 1994: «Все лица смерти» All Faces of Death

### Новеллы
- 1980: «Пырей» Pirey
- 1983: Locusts
- 1988: Nebeska Timjanovna
- 1987: Last Villagers

### Детские книги
- Scribble Riddle, Eat and Grow